# Írország államfőinek listája

Írország címere

Ezen a lapon Írország államfőinek listája látható, mely az ír államfőket tartalmazza időrendi sorrendben.
Az ország de jure államfői 1155 és 1541 között az angol uralkodók voltak (akik ekkor még az "Írország ura" címet viselhették). 1542-ben az ír parlament beiktatta a királyi címről szóló törvényt, ezzel megalakult az Ír Királyság, ezzel az angol uralkodók innentől kezdve az Írország királya címet viselhették. 1801-ben a terület egyesült a Brit Királysággal, így megalakulva Nagy-Britannia és Írország Egyesült Királysága.
A 20. század elején az írekben megnövekedett a függetlenségi vágy, így 1922-ben kikiáltották az Ír Szabad Államot.

## Írország államfői

### Az Ír Szabad Állam uralkodói (1922–1937)
Az 1921-es angol-ír szerződés értelmében az Ír Szabad Állam névleg függetlenné vált, azonban domínium státuszt kapott, államformája alkotmányos monarchia lett. Ezzel 1922 és 1937 között perszonáluniót alkotott az Egyesült Királysággal, aminek értelmében a brit uralkodó volt az ír terület szimbolikus államfője. 
| Portré | Dinasztia   | Uralkodó                                           | Uralkodott                                              |
| ------ | ----------- | -------------------------------------------------- | ------------------------------------------------------- |
|        | Windsor-ház | V. György * 1865. június 3. † 1936. január 20.     | 1922.december 6.–1936. január 20. (13 év, 44 nap)       |
|        | Windsor-ház | VIII. Eduárd * 1894. június 23. † 1972. május 28.  | 1936.január 20.–1936. december 11. (10 hónap, 21 napig) |
|        | Windsor-ház | VI. György * 1895. december 14. † 1952. február 6. | 1936.december 11.– 1937. december 29. (1 év, 18 nap)    |

### Az Ír Szabad Állam főkormányzói
Az Ír Szabad Állam tényleges államfője az a főkormányzó személye volt, akit a brit uralkodó nevezett ki.
| Sorszám | Az Ír Szabad Állam főkormányzója  | Portré | Hivatali idő                                         |
| ------- | --------------------------------- | ------ | ---------------------------------------------------- |
| 1       | Tim Healy (1855–1931)             |        | 1922.december 6.–1928. január 31. (5 év, 56 nap)     |
| 2       | James McNeill (1869–1938)         |        | 1928.január 31.–1932. november 1. (5 év, 56 nap)     |
| 3       | Domhnall Ua Buachalla (1866–1963) |        | 1932. november 27.–1936. december 11. (4 év, 14 nap) |

### Írország köztársasági elnökei (1938 óta)
Az 1937-es alkotmány értelmében az államfői posztot a köztársasági elnök tölti be. Az elnök tisztségét hét évig tölti be, és legfeljebb két ciklusra választható.
Amennyiben az elnöki poszt üresen áll, akkor az ír Elnöki Bizottság tölti be az elnök szerepét. Erre 4 alkalommal került sor Írország történetében: 1937. december 29. és 1938. június 25. között, majd 1974, 1976 során, legutóbb pedig 1997-ben volt erre példa.
| # | Kép                    | Név                                   | Megelőző hivatala                                           | Terminus           | Terminus             | Ez a párt indította a választáson | Ez a párt indította a választáson | Év   |
| # | Kép                    | Név                                   | Megelőző hivatala                                           | Kezdete            | Vége                 | Ez a párt indította a választáson | Ez a párt indította a választáson | Év   |
| - | ---------------------- | ------------------------------------- | ----------------------------------------------------------- | ------------------ | -------------------- | --------------------------------- | --------------------------------- | ---- |
| 1 |                        | Douglas Hyde (1860–1949)              | Szenátor (1922–25, 1938)                                    | 1938. június 25.   | 1945. június 24.     |                                   | Fianna Fáil                       | 1938 |
| 1 | Fine Gael              | Douglas Hyde (1860–1949)              | Szenátor (1922–25, 1938)                                    | 1938. június 25.   | 1945. június 24.     |                                   |                                   | 1938 |
| 2 |                        | Seán T. O'Kelly (1882–1966)           | Tánaiste (1932–1945)                                        | 1945. június 24.   | 1959. június 24.     |                                   | Fianna Fáil                       | 1945 |
| 2 |                        | Seán T. O'Kelly (1882–1966)           | Tánaiste (1932–1945)                                        | 1945. június 24.   | 1959. június 24.     | Saját maga                        | 1952                              |      |
| 3 |                        | Éamon de Valera (1882–1975)           | Taoiseach (1932–1948, 1951–1954, 1957–1959)                 | 1959. június 25.   | 1973. június 24.     |                                   | Fianna Fáil                       | 1959 |
| 3 |                        | Éamon de Valera (1882–1975)           | Taoiseach (1932–1948, 1951–1954, 1957–1959)                 | 1959. június 25.   | 1973. június 24.     | Fianna Fáil                       | 1966                              |      |
| 4 |                        | Erskine Hamilton Childers (1905–1974) | Tánaiste (1969–1973)                                        | 1973. június 25.   | 1974. november 17.   |                                   | Fianna Fáil                       | 1973 |
| 5 |                        | Cearbhall Ó Dálaigh (1911–1978)       | Írország főbírája (1961–1973)                               | 1974. december 19  | 1976. október 22.    |                                   | Összes parlamenti párt            | 1974 |
| 6 |                        | Patrick Hillery (1923–2008)           | Szociális ügyekért felelős európai biztos (1973–1976)       | 1976. december 3.  | 1990. december 2.    |                                   | Fianna Fáil                       | 1976 |
| 6 |                        | Patrick Hillery (1923–2008)           | Szociális ügyekért felelős európai biztos (1973–1976)       | 1976. december 3.  | 1990. december 2.    | Fianna Fáil                       | 1983                              |      |
| 7 |                        | Mary Robinson (1944)                  | Szenátor (1969–1989)                                        | 1990. december 3.  | 1997. szeptember 12. |                                   | Munkáspárt                        | 1990 |
| 7 | Munkások Pátja         | Mary Robinson (1944)                  | Szenátor (1969–1989)                                        | 1990. december 3.  | 1997. szeptember 12. |                                   |                                   | 1990 |
| 7 | függetlenek            | Mary Robinson (1944)                  | Szenátor (1969–1989)                                        | 1990. december 3.  | 1997. szeptember 12. |                                   |                                   | 1990 |
| 8 |                        | Mary McAleese (1951)                  | A büntetőjog, kriminológia és a penológia professzora       | 1997. november 11. | 2011. november 10.   |                                   | Fianna Fáil                       | 1997 |
| 8 | Progresszív Demokraták | Mary McAleese (1951)                  | A büntetőjog, kriminológia és a penológia professzora       | 1997. november 11. | 2011. november 10.   |                                   |                                   | 1997 |
| 8 |                        | Mary McAleese (1951)                  | A büntetőjog, kriminológia és a penológia professzora       | 1997. november 11. | 2011. november 10.   | Saját maga                        | 2004                              |      |
| 9 |                        | Michael D. Higgins (1941)             | A kultúra, művészetek és a Gaeltacht minisztere (1993–1997) | 2011. november 11. | Hivatalban           |                                   | Munkáspárt                        | 2011 |
| 9 |                        | Michael D. Higgins (1941)             | A kultúra, művészetek és a Gaeltacht minisztere (1993–1997) | 2011. november 11. | Hivatalban           | Saját maga                        | 2018                              |      |